# 鳞胸鹪鹛
鳞胸鹪鹛（学名：Pnoepyga albiventer），又名大鱗胸鷦眉，为鶲科鳞鹪鹛属的鸟类，俗名大鳞鹪鹛、白腹鹪鹛。分布于喜马拉雅山脉各国、东抵缅甸、越南以及中国大陆的四川、云南、西藏等地，一般生活于常栖于沟谷间湿润的常绿林中、觅食于满被苔藓的岩石、倒木及腐烂的植物堆上、躲匿于洞穴以及树木裂缝及苔藓丛生的灌木间。该物种的模式产地在尼泊尔。
中华鹪鹛（Pnoepyga mutica）曾经从鳞胸鹪鹛中独立出来，有研究认为其鸣声的独特性并不明显，而认为该种不成立（Boesman, 2016; HBW/BirdLife），因而中华鹪鹛于2020年从“中国鸟类名录”中移除。

## 亚种
- 鳞胸鹪鹛指名亚种（学名：Pnoepyga albiventer albiventer）。在中国大陆，分布于四川、云南、西藏等地。该物种的模式产地在尼泊尔。[5]